# Лёгкая атлетика на летних Олимпийских играх 2008 — эстафета 4×400 метров (мужчины)
Соревнования в эстафете 4×400 метров у мужчин на летних Олимпийских играх 2008 в Пекине проходили 22 августа (полуфиналы) и 23 августа (финал) на Пекинском национальном стадионе.
В финале победили бегуны США с новым олимпийским рекордом — 2:55.39.
13 сентября 2016 года через 8 лет после завершения соревнований решением МОК из-за положительной допинг-пробы Дениса Алексеева сборная команда России была лишена бронзовой медали. Бронза перешла к команде Великобритании.

## Медалисты
| Золото | Серебро | Бронза                                                                  |
| США · Лашон Мерритт · Энджело Тейлор · Дэвид Невилл · Джереми Уоринер · Керрон Клемент* · Реджи Уизерспун* | Багамские Острова · Андретти Бейн · Майкл Мэтью · Андре Уильямс · Крис Браун · Авард Монкур* · Рамон Миллер* | Великобритания · Мартин Руни · Эндрю Стил · Роберт Тобин · Майкл Бингем |

* Бегуны, которые приняли участие в предварительных забегах и получили медали.

## Рекорды
| Данные приведены на начало Олимпийских игр.      | Данные приведены на начало Олимпийских игр.                   | Данные приведены на начало Олимпийских игр. | Данные приведены на начало Олимпийских игр. | Данные приведены на начало Олимпийских игр. |
| ------------------------------------------------ | ------------------------------------------------------------- | ------------------------------------------- | ------------------------------------------- | ------------------------------------------- |
| Мировой рекорд                                   | США Эндрю Валмон Куинси Уоттс Батч Рейнольдс Майкл Джонсон    | 2:54.29                                     | 22 августа 1993                             | Штутгарт, Германия                          |
| Олимпийский рекорд                               | США Эндрю Валмон Куинси Уоттс Майкл Джонсон Стив Льюис        | 2:55.74                                     | 8 августа 1992                              | Барселона, Испания                          |
| По итогам соревнований побит олимпийский рекорд. |                                                               |                                             |                                             |                                             |
| Олимпийский рекорд                               | США Лашон Мерритт Энджело Тейлор Дэвид Невилл Джереми Уоринер | 2:55.39                                     | 23 августа 2008                             | Пекин, Китай                                |

## Квалификация сборных
На Олимпиаду проходят 16 лучших сборных. Эти национальные команды были отобраны по среднему от двух лучших результатов показанных в период с 1 января 2007 по 16 июля 2008 года в международных соревнованиях признанных ИААФ.
| Место  | Страна                   | 2 Результата | 2 Результата | 1       | 2       |
| Место  | Страна                   | Всего        | Среднее      | 1       | 2       |
| ------ | ------------------------ | ------------ | ------------ | ------- | ------- |
| 1      | США                      | 5:54.74      | 2:57.37      | 2:55.56 | 2:59.18 |
| 2      | Багамские Острова        | 5:59.55      | 2:59.78      | 2:59.18 | 3:00.37 |
| 3      | Ямайка                   | 6:01.20      | 3:00.60      | 3:00.44 | 3:00.76 |
| 4      | Польша                   | 6:01.75      | 3:00.87      | 3:00.05 | 3:01.70 |
| 5      | Россия                   | 6:02.69      | 3:01.34      | 3:01.07 | 3:01.62 |
| 6      | Великобритания           | 6:03.14      | 3:01.57      | 3:01.22 | 3:01.92 |
| 7      | Германия                 | 6:03.98      | 3:01.99      | 3:01.77 | 3:02.21 |
| 8      | Австралия                | 6:04.05      | 3:02.03      | 3:01.52 | 3:02.53 |
| 9      | Бельгия                  | 6:04.64      | 3:02.32      | 3:02.13 | 3:02.51 |
| 10     | Доминиканская Республика | 6:04.97      | 3:02.48      | 3:02.48 | 3:02.49 |
| 11     | Япония                   | 6:05.20      | 3:02.60      | 3:02.44 | 3:02.76 |
| 12     | Куба                     | 6:05.32      | 3:02.66      | 3:02.10 | 3:03.22 |
| 13     | Франция                  | 6:05.98      | 3:02.99      | 3:02.33 | 3:03.65 |
| 14     | Тринидад и Тобаго        | 6:06.52      | 3:03.26      | 3:02.92 | 3:03.60 |
| 15     | Греция                   | 6:07.86      | 3:03.93      | 3:02.21 | 3:05.65 |
| 16     | ЮАР                      | 6:08.24      | 3:04.12      | 3:03.58 | 3:04.66 |
| Резерв |                          |              |              |         |         |
| 17     | Италия                   | 6:08.77      | 3:04.38      | 3:03.66 | 3:05.11 |
| 18     | Ботсвана                 | 6:09.12      | 3:04.56      | 3:03.16 | 3:05.96 |
| 19     | Ирландия                 | 6:09.14      | 3:04.57      | 3:04.43 | 3:04.71 |
| 20     | Бразилия                 | 6:09.51      | 3:04.76      | 3:04.36 | 3:05.15 |